# Koszula szpitalna

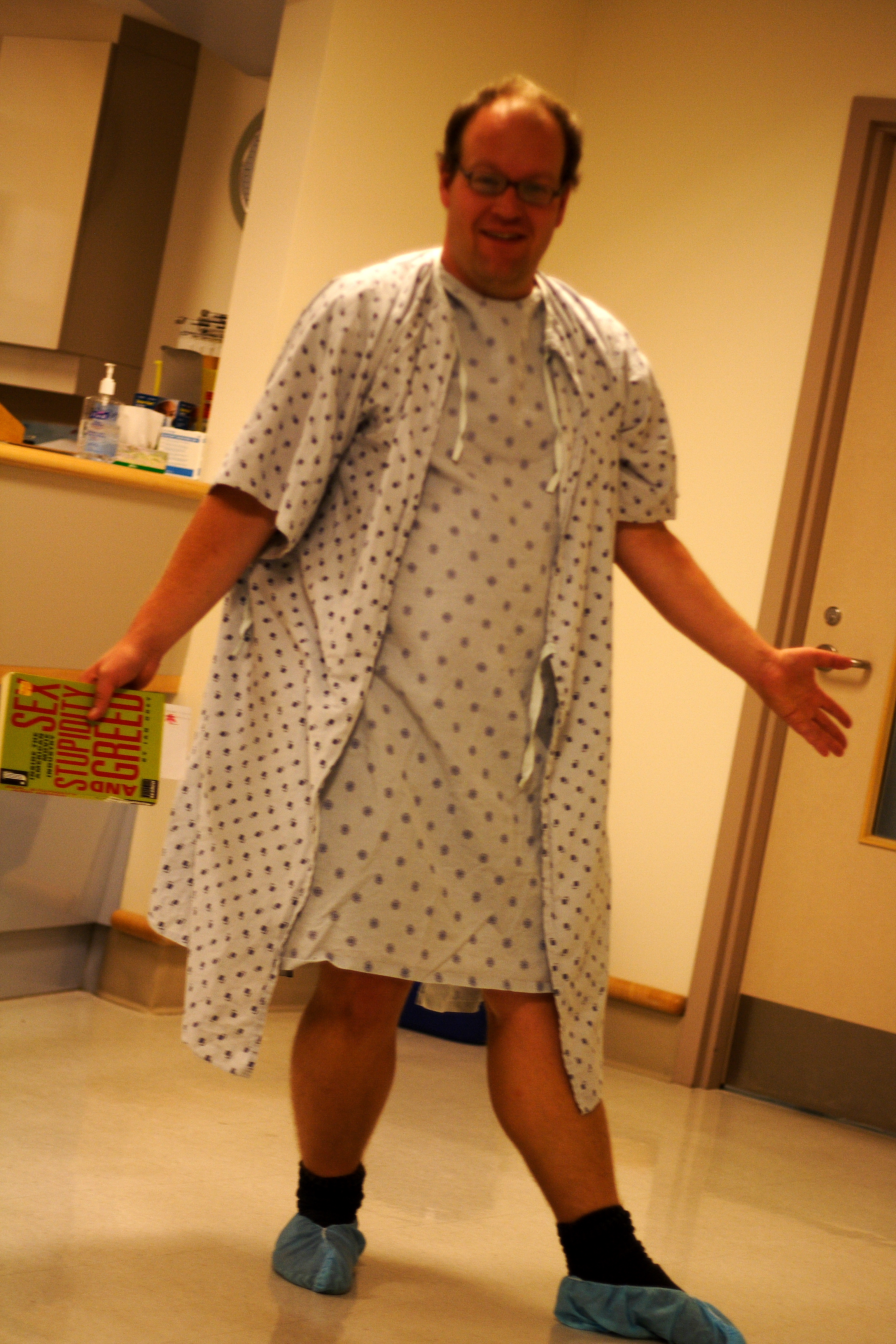
Pacjent w koszuli szpitalnej

Koszula szpitalna (ang. hospital gown), znana także jako koszula pacjenta, koszula do
badań – koszula z krótkim rękawem, mająca długość za kolana. Odzież noszona przez pacjentów,
szczególnie w szpitalach w krajach zachodnich i USA. W Polsce nie jest stosowana.
Koszula szpitalna jest uszyta z tkaniny, która może wytrzymać częste prania w gorącej
wodzie, zwykle jest to bawełna. Wiąże się ją z tyłu na troki. 
Większość lekarzy, zwłaszcza w szpitalach, dochodzi do wniosku, że koszule szpitalne są wygodne przy osłuchiwaniu serca i płuc, ponadto ułatwiają pielęgniarkom wykonywanie zabiegów. Są dużo cieńsze i luźniejsze niż inne rodzaje odzieży szpitalnej, więc jest mniejsze prawdopodobieństwo przegrzania się pacjenta. Pacjenci noszący koszule szpitalne są również mniej podatni na dyskomfort niż w innym ubraniu. Nie ma problemów przy częstym zmienianiu koszuli, szczególnie przy przekładaniu przez ręce, lub zdejmowaniu jej przed skorzystaniem z toalety. Koszula szpitalna jest znaczne bardziej komfortowa przy poruszaniu się niż inne rodzaje ubrania.